# Епіфітотія
Епіфіто́тія — широке вибухоподібне розповсюдження інфекційної хвороби рослин, що значно перевищує звичайний рівень захворюваності на цю хворобу на даній території. Аналог епізоотії у тварин та епідемії у людей.
Українське законодавство визначає: «епіфітотія – широке поширення на території однієї або кількох адміністративно-територіальних одиниць заразної хвороби рослин, що значно перевищує звичайний рівень захворюваності на цю хворобу на відповідній території».
Вагомий внесок у вивчення епіфітотій зроблений І. Г. Бейліним.